# Tam (biologie)

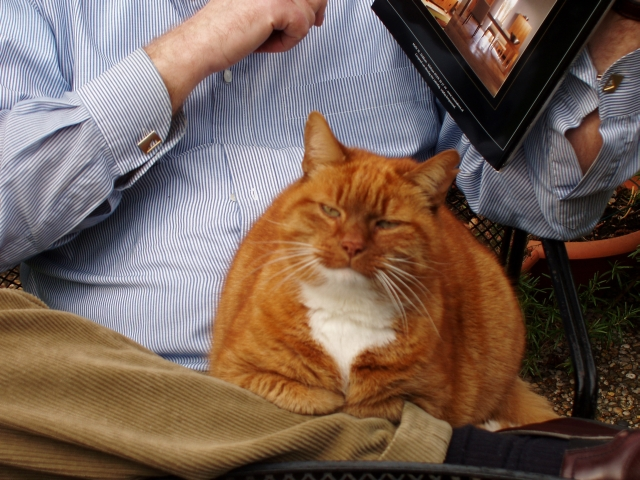
Een kat op schoot: typisch een tam dier

Tam wil zeggen dat een diersoort op een bepaalde manier gewend raakt aan mensen. Het betreft hierbij meestal huisdieren. 
Dieren die makkelijk gelokt worden door voedsel worden wel handtam genoemd. 
Dieren die dusdanig aan mensen gewend raken dat ze ook sociaal gedrag gaan vertonen (kopjes geven, spelen), zijn meestal gedomesticeerd, zoals de hond en de kat. Veel dieren lijken op het eerste gezicht tam, ze komen bijvoorbeeld op mensen af als deze voedsel aanbieden, maar zijn zonder het vooruitzicht op eten juist erg schuw.
De vos in het verhaal De kleine prins van Antoine de Saint-Exupéry verduidelijkt wat het woord "temmen" betekent, waardoor de kleine prins leert wat "vriendschap" betekent.